# استورنو
استورنو (به ایتالیایی: Sturno) یک کومونه در ایتالیا است که در استان آولینو واقع شده‌است.

## خصوصیات
استورنو ۱۶ کیلومترمربع مساحت و ۳٬۲۵۰ نفر جمعیت دارد و ۶۶۲ متر بالاتر از سطح دریا واقع شده‌است.